# إل دورادو (أركنساس)
إل دورادو (بالإنجليزية: El Dorado, Arkansas) هي مدينة تقع في مقاطعة يونيون بولاية أركنساس في الولايات المتحدة. تبلغ مساحة هذه المدينة 42.2 (كم²)، وترتفع عن سطح البحر م، بلغ عدد سكانها 18884 نسمة في عام 2010 حسب إحصاء مكتب تعداد الولايات المتحدة.

## التركيبة السكانية
حدّد مكتب تعداد الولايات المتحدة بيانات التركيبة السكانية لإل دورادو في تعداد الولايات المتحدة. في ما يلي، التركيبة السكانية حسب تعدادي 2000 و2010.

### تعداد عام 2000
بلغ عدد سكان إل دورادو 21,530 نسمة بحسب تعداد عام 2000، وبلغ عدد الأسر 8,686 أسرة وعدد العائلات 5,734 عائلة مقيمة في المدينة. في حين سجلت الكثافة السكانية 512.9 نسمة لكل كيلومتر مربع (1,328.4/ميل2). وبلغ عدد الوحدات السكنية 9,891 وحدة بمتوسط كثافة قدره 235.6 لكل كيلومتر مربع (610.2/ميل2).
وتوزع التركيب العرقي للمدينة بنسبة 53.66% من البيض و44.18% من الأمريكيين الأفارقة و0.20% من الأمريكيين الأصليين و0.71% من الأمريكيين ذوي الأصول الآسيوية و0.01% من سكان جزر المحيط الهادئ و0.39% من الأعراق الأخرى و0.86% من عرقين مختلطين أو أكثر و1.04% من الهسبانيون أو اللاتينيون من أي عرق.
بلغ عدد الأسر 8,686 أسرة كانت نسبة 35.2% منها لديها أطفال تحت سن الثامنة عشر تعيش معهم، وبلغت نسبة الأزواج القاطنين مع بعضهم البعض 42.9% من أصل المجموع الكلي للأسر، ونسبة 19.1% من الأسر كان لديها معيلات من الإناث دون وجود شريك، بينما كانت نسبة 4% من الأسر لديها معيلون من الذكور دون وجود شريكة وكانت نسبة 34% من غير العائلات. تألفت نسبة 30.7% من أصل جميع الأسر من عدة أفراد يعيشون في نفس المنزل ونسبة 13.6% كانت تتألف من شخص يعيش بمفرده يبلغ من العمر 65 عاماً أو أكثر. وبلغ متوسط حجم الأسرة المعيشية 2.40، أما متوسط حجم العائلات فبلغ 2.99.
بلغ العمر الوسطي للسكان 37.6 عاماً. وكانت نسبة 26.2% من القاطنين تحت سن الثامنة عشر، وكانت نسبة 8.3% بين الثامنة عشر والرابعة والعشرين عاماً، ونسبة 25.6% كانت واقعةً في الفئة العمرية ما بين الخامسة والعشرين والرابعة والأربعين عاماً، ونسبة 20.8% كانت ما بين الخامسة والأربعين والرابعة والستين، ونسبة 16% كانت ضمن فئة الخامسة والستين عاماً فما فوق. يوجد لكل 100 أنثى 87.5 ذكر، ويوجد لكل 100 أنثى في الثامنة عشر من عمرها فما فوق 80.8 ذكر.
بلغ متوسط دخل الأسرة في المدينة 27,045 دولارًا، أما متوسط دخل العائلة فبلغ 34,753 دولارًا. وكان متوسط دخل الذكور 30,876 دولارًا مقابل 19,211 دولارًا للإناث. وسجل دخل الفرد الخاص بالمدينة 16,332 دولارًا. وكانت نسبة 20% من العائلات ونسبة 24.6% من السكان تحت خط الفقر، وكان من هؤلاء نسبة 36.5% تحت سن الثامنة عشر ونسبة 13.8% في الخامسة والستين من العمر وما فوق.

### تعداد عام 2010
بلغ عدد سكان إل دورادو 18,884 نسمة بحسب تعداد عام 2010، وبلغ عدد الأسر 7,719 أسرة وعدد العائلات 4,946 عائلة مقيمة في المدينة. في حين سجلت الكثافة السكانية 449.8 نسمة لكل كيلومتر مربع (1,165.0/ميل2). وبلغ عدد الوحدات السكنية 8,969 وحدة بمتوسط كثافة قدره 213.6 لكل كيلومتر مربع (553.2/ميل2).
وتوزع التركيب العرقي للمدينة بنسبة 45.13% من البيض و49.87% من الأمريكيين الأفارقة و0.30% من الأمريكيين الأصليين و0.85% من الأمريكيين ذوي الأصول الآسيوية و0.03% من سكان جزر المحيط الهادئ و2.49% من الأعراق الأخرى و1.34% من عرقين مختلطين أو أكثر و4.28% من الهسبانيون أو اللاتينيون من أي عرق.
بلغ عدد الأسر 7,719 أسرة كانت نسبة 33.3% منها لديها أطفال تحت سن الثامنة عشر تعيش معهم، وبلغت نسبة الأزواج القاطنين مع بعضهم البعض 38.1% من أصل المجموع الكلي للأسر، ونسبة 21% من الأسر كان لديها معيلات من الإناث دون وجود شريك، بينما كانت نسبة 5% من الأسر لديها معيلون من الذكور دون وجود شريكة وكانت نسبة 35.9% من غير العائلات. تألفت نسبة 32% من أصل جميع الأسر من عدة أفراد يعيشون في نفس المنزل ونسبة 12.8% كانت تتألف من شخص يعيش بمفرده يبلغ من العمر 65 عاماً أو أكثر. وبلغ متوسط حجم الأسرة المعيشية 2.40، أما متوسط حجم العائلات فبلغ 3.02.
بلغ العمر الوسطي للسكان 37.7 عاماً. وكانت نسبة 25.7% من القاطنين تحت سن الثامنة عشر، وكانت نسبة 8.3% بين الثامنة عشر والرابعة والعشرين عاماً، ونسبة 24.3% كانت واقعةً في الفئة العمرية ما بين الخامسة والعشرين والرابعة والأربعين عاماً، ونسبة 25.9% كانت ما بين الخامسة والأربعين والرابعة والستين، ونسبة 15.7% كانت ضمن فئة الخامسة والستين عاماً فما فوق. وتوزع التركيب الجنسي للسكان بنسبة 47% ذكور و53% إناث.

## أعلام
- شيرمان إدواردز
- روب شرودر
- ألبرت إتش كروز
- لامار هنت
- وليام هاسب
- تشارلز بورتيس

## وصلات خارجية
- The US50 - Cities and Towns in Arkansas State
- 2012 United States Census Estimate